# Stazione di Santo Stefano
La stazione di Santo Stefano è una fermata ferroviaria posta sulla linea Cosenza-Catanzaro Lido. Serve il centro abitato di Santo Stefano di Rogliano.

## Movimento
La fermata è servita dai treni delle Ferrovie della Calabria in servizio sulla relazione Cosenza-Marzi.